# 15 Inventionen (J.S. Bach)
De 15 Inventionen van Johann Sebastian Bach (BWV 772-786) zijn composities voor klavecimbel, die tegenwoordig vooral op piano, maar ook op andere klavierinstrumenten zoals het orgel of de marimba worden uitgevoerd.
Bach zette deze Inventionen ('bedenksels') voor het eerst in het "Klavierbüchlein für Wilhelm Friedemann Bach", waarin Bach deze stukken nog aanduidde als Préludes.
Van Bach zelf is er geen manuscript bewaard van de Inventionen. Dat heeft H.G.M. Darnköhler gedaan: hij kopieerde deze stukken rond de periode van 1745 tot 1755.